# Hôpital Albert-Schweitzer Haïti
Pour les articles homonymes, voir Schweitzer.
L’hôpital Albert-Schweitzer Haïti a été fondé en 1956 par Larry Mellon et Gwen Grant-Mellon dans la ville de Deschapelles à Haïti.
L'hôpital Albert-Schweitzer Haïti est un système de santé de communauté, qui dessert une population régionale de 285 000 personnes.

## Histoire
Larry Mellon fut inspiré par l’œuvre, la vie, et la philosophie d’Albert Schweitzer, en particulier sa philosophie de « révérence pour la vie ».
En 1947, Larry Mellon, inspiré par Albert Schweitzer et son travail en Afrique à l'Hôpital Albert-Schweitzer, entre à la faculté de médecine de l'Université Tulane avec l'intention de suivre les traces de Albert  Schweitzer.
En 1952, il se rend en Haïti  pour un voyage de recherche dans le cadre de ses études de médecine, et lors de cette visite décide d'implanter la clinique dans la Vallée de l'Artibonite.
Paul Magloire, alors président d'Haïti, lui a accordé un terrain qui était autrefois une plantation de bananes.
En 1956, Gwen Grant Mellon (en) et son épouse ont ouvert un hôpital qu'ils ont nommé Hôpital Albert-Schweitzer à Deschapelles en Haïti ,.
Lors de son ouverture, l'établissement comptait deux salles d'opération, un laboratoire, des installations de radiographie, une pharmacie, et possédait son propre système d'eau, d'électricité, d'ateliers de machines et de véhicules, de blanchisserie et de restauration.
En 2010, puis à nouveau en 2021, l'hôpital a joué un rôle essentiel dans l'aide aux victimes du tremblement de terre.

## Services
En 1970, l'établissement était passé de 80 à 120 lits et effectuait chaque année environ 60 000 visites ambulatoires, 3 500 admissions et 2 500 opérations,.
En 2010, l'établissement en Haïti s'était agrandi pour inclure 12 cliniques de santé gérées par des volontaires haïtiens.
Ils proposaient une éducation préventive et communautaire et se concentraient sur la santé des femmes ainsi que sur le traitement et la prévention du VIH.
À l'époque, l'hôpital effectuait environ 2 000 interventions chirurgicales chaque année et servait environ 60 000 personnes en ambulatoire, et environ 100 000 personnes étaient traitées chaque année dans les cliniques satellites.

## Insécurité
L’hôpital Albert Schweitzer à Deschapelles, a suspendu ses activités en février 2023 à cause d'attaques par des bandes armées.
En effet, la population a lancé un SOS à la suite de l’invasion, le lundi 13 février dernier, des membres influents du gang de Savien dans cette localité, où au moins une dizaine de personnes ont été tuées. Les hors-la loi ont enlevé, dans la soirée du 13 février, cinq personnes dans cette zone.